# Vika Jigulina
Vika Jigulina er en pop/dance-sangerinde fra Moldova og Rumænien.